# Етрел
Етрел (фр. Etrelles) насеље је и општина у Француској у региону Бретања, у департману Ил и Вилен.
По подацима из 2011. године у општини је живело 2573 становника, а густина насељености је износила 94,7 становника/km².

## Демографија
| 1962. | 1968. | 1975. | 1982. | 1990. | 2011. |
| ----- | ----- | ----- | ----- | ----- | ----- |
| 1.232 | 1.251 | 1.327 | 1.486 | 1.809 | 2.573 |